# Манапа-Тарунта
Манапа-Тарунта (*лув.:𒁹𒆷𒈾𒉺𒀭𒆗;  д/н — бл. 1280 до н. е.) — володар Країни річки Сеха. Ім'я в перекладі з лувійської мови — «Тарунт бачить його». Раніше його ім'я було дешифровано як Манапа-Датта. Відомий за «Листом Манапа-Тарунти» до хеттського царя.

## Життєпис
Молодший син царя Мувавалві. Перед смертю близько 1322 року до н. е. останній призначив своїм спадкоємцем Манапа-Тарунту в обхід його старших братів. Після смерті батька проти Манапа-тарунти повстали брати Ура-Тарунта з іншим старшим братом (ім'я невідоме). Зрештою Манапа-Тарунта зазнав поразки й втік до Каркіша (ймовірно Карії). Звідси звернувся по допомогу до хеттського царя Мурсілі II (або до Арнуванда II, якщо рахувати за короткою хронологією), який відправив військо та встановив на троні Країни річки Сеха Манапа-Тарунту.
Невдовзі, невдаволений залежністю від хеттів, Манапа-Тарунта приєднався до військового виступу Уххациті. царя Арцави, проти Мурсілі II. Втім хетти у битві при Вальмі здобули рішучу перемогу, Уххациті втік на острови Егейського моря.
Мурсілі II планував повалити й стратити Манапа-Тарунту, але той завдяки бабці та матері зміг вимолити прощення, що закріпленою угодою (табличка CTH №69). Також отримав частину колишньої Арцави — область аппавія (на південь від Країни річки Сеха).
З цього часу стає вірним васалом Хеттської держави, що відбилося під час війни царя Муваталлі II з Піяма-Раду, правителем Вілуси (на північ) і Атпи, царя Аххіяви, сусідів з півночі та півдня Країни річки Сеха. Ймовірно це сталося десь наприкінці панування царя Манапа-Тарунти, оскільки він скаржився хеттському царю на хвороби. Ворог спочатку зумів сплюндрувати Лацпу, де захопив майстрів-ремісників, насамперед фарбувальники. Потім підкорив Манапа-Тарунту, над яким поставив Апту з Аххіяви. Проте зрештою за підтримки хеттів він відновився на троні. В подальшому надавав війська під час війн хеттів з Вілусою. 
Його наступником став цар Маштурі.